# Vad är det jag ser i krubban
Hwad är jag ser i krubban ligga ner? är en psalm med tyskt ursprung av Christian Friedrich Richter. Texten översattes till svenska och är den första sången i psalmboken Mose och lambsens wisor. Den har 34 4-radiga verser.